# I'll Say So
Pour plus de détails, voir Fiche technique et Distribution.
I'll Say So est un film américain réalisé par Raoul Walsh, sorti en 1918.

## Synopsis
Lorsqu'il apprend que les États-Unis ont déclaré la guerre à l'Allemagne, Bill Durham veut s'engager mais il est réformé à cause de ses pieds plats. Il tombe amoureux de Barbara Knowles, dont le tuteur August Myers est un agent allemand, ce que ne sait pas Barbara. Quand Bill apprend que Myers prévoit de déclencher des troubles à la frontière avec le Mexique, il prend le train pour le Nouveau-Mexique et arrive à mettre en déroute les hommes de Myers. Or, pendant ce temps, Myers a renvoyé Barbara à New York pour épouser Carl Vogel, un autre agent allemand. Bill repart pour l'Est et arrive à temps pour se débarrasser de l'Allemand et épouser Barbara. 

## Fiche technique
- Titre original : I'll Say So
- Réalisation : Raoul Walsh
- Scénario : Ralph Spence
- Montage : Ralph Spence
- Production : William Fox
- Société de production : Fox Film Corporation
- Société de distribution : Fox Film Corporation
- Pays de production :  États-Unis
- Langue originale : anglais
- Format : noir et blanc — 35 mm — 1,37:1 — film muet
- Genre : Comédie
- Durée : 5 bobines
- Date de sortie :
  - États-Unis : 22 décembre 1918
- Licence : Domaine public

## Distribution
- George Walsh : Bill Durham
- Regina Quinn : Barbara Knowles
- William Bailey : August Myers
- James Black : Carl Vogel
- Ed Keeley : le juge
- May McAvoy